# راي بان
راي بان (بالإنجليزية: Ray-Ban)‏ هو صانع أميركي-إيطالي للنظارات الشمسية والطبية، تأسست في عام 1937 من قبل بوش&لومب وأدخلت لسلاح الجو الأمريكي. في عام 1999 باعت بوش&لومب العلامة التجارية للمجموعة الإيطالية لوكسوتيكا بمبلغ 640 مليون دولار.
تعتبر راي بان أشهر وأكبر الشركات المنتجة للنظارات في العالم.

## لمحة تاريخية
سنة 1927 وقبل أن يعبر الملازم جون ماكريدي المحيط الأطلسي على المنطاد، طلب الملازم من صانع نظارات ألماني مقيم في الولايات المتحدة نظارات واقية من الأشعة فوق بنفسجية والتحت الحمراء، فقام النظاراتي بصنعها له بعد ثلاث سنوات. في سنة 1933 طلبت القوات الجوية الأمريكية من نفس الصانع نظارات لجنودها الذين يشتغلون في الجو، هذه النظارات التي أخدت اسم أفياتور (بالإنجليزية: Aviator)، هذه النظارات بدأ تصنيعها وبيعها سنة 1936. راي بان كان اسمها في الأول راي بانير (بالإنجليزية: Ray-Banner)، أي إبعاد الشمس.
بدأ هذا النوع من النظارت يلقى إقبالا سنة 1937، بعدما لقيت ترحيب شعبي كبير خصوصا عندما كان يستعملها أحد أشهر الجنرالات الأمريكيين دوغلاس ماكارثر، وكذلك أكبر الفنانين ونجوم السينما. بدأ تسويق نظارات الأفياتور في الخارج سنة 1960، لكن في أوروبا والدول المتقدمة والمنفتحة آنذاك فقط، وعرفت إقبالا عالميا ومنقطع النظير سنوات 1980.
سنة 1952 قامت الشركة بطرح نظارات وايفارير ولقيت إقبالا واسعا، وكانت أودري هيبورن أحد أشهر الممثلات العالميات المستعملات لهذا النوع من النظارات حيث كانت تعتبر راقية.
سنة 2006 باعت شركة راين بان 14 مليون نظارة.
يعتبر الشباب أحد أبرز الفئات العمرية المستعملة للنظارات الشمسية.